# Friburgo de Brisgovia
Friburgo de Brisgovia (en alemán: Freiburg im Breisgau, pronunciación: /ˈfʁaɪ̯bʊʁk ɪm ˈbʁaɪ̯sɡaʊ̯/ⓘ, en alemánico: Friburg im Brisgau) es una ciudad alemana del estado de Baden-Wurtemberg. Con alrededor de 231 195 habitantes, se trata de la cuarta ciudad más poblada del estado. La ciudad independiente en la región administrativa del mismo nombre es sede de la subregión o asociación regional (Regionalverband) Alto Rin del Sur y del distrito de Brisgovia-Selva Negra.
El casco antiguo junto a la catedral con los famosos Bächle (pequeños canales de agua que atraviesan la ciudad) es destino anual de unos tres millones de visitantes. La ciudad se considera una puerta de entrada a la Selva Negra (Schwarzwald, en alemán) y se la conoce por su clima templado y soleado.
Destaca por su carácter universitario y es considerada como capital de la ecología en este país.

## Historia
Friburgo fue fundada en 1120 por el duque Conrado de Zähringen y dotada de privilegios municipales según el modelo foral de Colonia. El castillo de Schlossberg se construyó en 1090 para ser la residencia de los duques de Zähringen. La ciudad gozó de amplios privilegios como mercado, llegando a ser uno de los centros comerciales de la Selva Negra. Su vida comercial giraba en torno a la exportación de plata, lana y madera.
En 1200, el duque Bertold V de Zähringen construyó la catedral, de estilo gótico. Tras su muerte, la ciudad pasó a su sobrino Egino de Urach, que en 1218 se convirtió en duque de Friburgo. En 1368, los ciudadanos de Friburgo compraron su independencia por 15 000 marcos de plata. Inmediatamente después se colocaron bajo la soberanía de los Habsburgo austríacos. En el siglo XV, la sede de la Dieta Imperial estuvo en Friburgo de Brisgovia, que de ese modo se convirtió en la capital de Austria Anterior. En 1457, el duque Alberto VI de Austria fundó la universidad, entregada a los jesuitas en 1620.
A partir de 1632 la población fue salvajemente diezmada durante la guerra de los Treinta Años, que además dejó la ciudad en ruinas. Tomada por Suecia (1632-1634) y Francia (1638-1648, salvo una breve ocupación bávara), fue recuperada en la paz de Westfalia por los austriacos. Los tratados de Nimega supusieron su entrega a los franceses en 1678, que la mantuvieron hasta el tratado de Rijswijk de 1697. Posteriormente estallaron las guerras entre Austria y Francia, que se intensificaron durante la guerra de Sucesión por el trono de España. Hasta 1715, la ciudad permaneció de nuevo ocupada por Francia y finalmente fue devuelta a Austria, que la volvió a perder entre 1744-1748.
Durante las guerras de la Convención, fue de nuevo asediada por Francia. En 1803 fue cedida al depuesto duque de Módena, quien la restituyó a los Habsburgo a su muerte. Se unió a Baden en 1805. En 1806, Napoleón Bonaparte la integró en la Confederación del Rin, donde permaneció hasta 1814. En 1817 se creó una diócesis eclesiástica en Friburgo, que se poco después fue la sede arzobispal de la Renania superior. En esta época, los políticos liberales Carl von Rotteck y Carl Theodor Welcker eran profesores en la universidad.
Durante la segunda mitad del siglo XIX, la ciudad creció rápidamente. En 1899 se matriculó en su universidad la primera mujer alemana que accedió a estudios superiores. Durante la Segunda Guerra Mundial, el 27 de noviembre de 1944 un ataque aéreo aliado destruyó gran parte de la ciudad (Operación Tigerfish), siendo la ciudad ocupada por las tropas francesas en abril de 1945. Al año siguiente se fundó el estado federado (Land) de Baden, del cual pasó a ser la capital. Tras la unión con Wurtemberg para crear Baden-Wurtemberg en 1952, es la sede de la presidencia de dicho estado federado.
El santo patrón de Friburgo es San Jorge, y su cruz aparece sobre el escudo y la bandera de la ciudad. Las banderas de Friburgo y de Inglaterra son idénticas.

### Evolución de la población

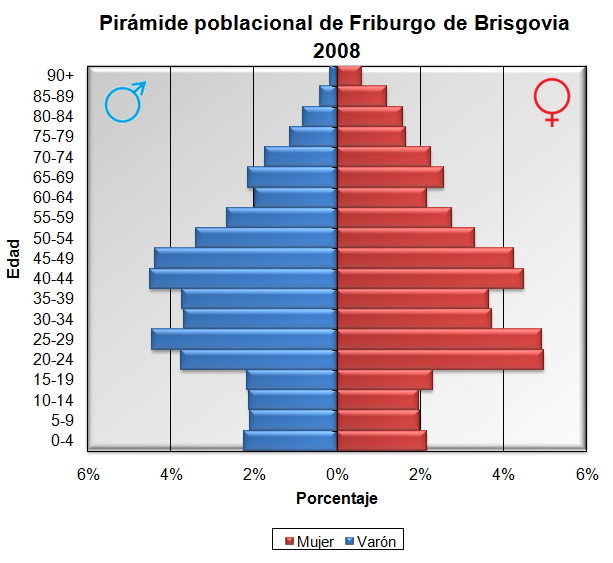
Pirámide poblacional de Friburgo de Brisgovia, Alemania, 2008.

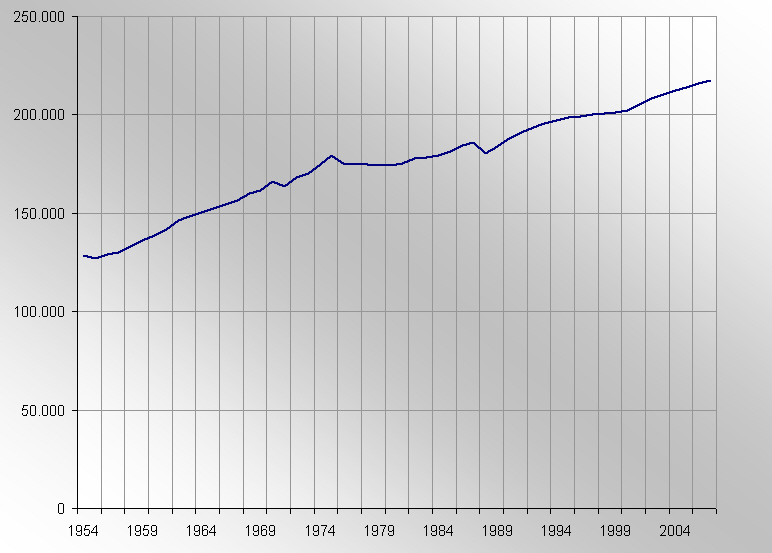
Evolución de la población en Friburgo 1954–2006.

En la Baja Edad Media y en la Edad Moderna vivían en Friburgo entre 5000 y 10 000 personas. Friburgo era la ciudad más grande entre Basilea y Estrasburgo. Solo a comienzos del siglo XIX con la industrialización se aceleró el crecimiento de la población. Si la ciudad tenía 9050 habitantes en 1800, en 1900 ya contaba con 62 000.
En la Segunda Guerra Mundial la ciudad fue objeto de ataques aéreos. El número de habitantes descendió de 110 110 en el año 1939 a 89 275 en diciembre de 1945, un 18,9 por ciento. Ya en 1947 volvió a pasar el número de habitantes la frontera de los 100 000, gracias a los refugiados y expulsados de los territorios alemanes del este. Desde entonces y hasta 1996 se duplicó esta cantidad hasta llegar a los 200 000 habitantes.
Con un crecimiento de la población de un 24 por ciento en el período que va desde 1980 hasta 2006, es la ciudad que más crece de todo Baden-Wurtemberg. Con una edad media de sus habitantes de 40,3 años, Friburgo es una ciudad representativamente joven. Los extranjeros constituyen el 14,1 por ciento.
La Fundación Bertelsmann ve a Friburgo como un “centro económico”. En su indicador de cambio demográfico pronostica un crecimiento de la población hasta 2020 de 227 879 habitantes (En 2010: 224 751 habitantes, En 2015: 227 974 habitantes).

## Geografía física

### Situación geográfica
Friburgo se encuentra al sudoeste de Baden-Wurtemberg, al sudeste de la cuenca del Rin superior y al oeste de la Selva Negra.
Las ciudades más próximas son Mulhouse (en alemán Mülhausen) en Alsacia (Francia) aproximadamente a 46  km en línea recta al sudoeste, Basilea (Suiza) a 51 km aproximadamente al sur, Zúrich (Suiza) a 85 km aproximadamente al sudeste, Estrasburgo (Francia) a 66 km aproximadamente al norte, Karlsruhe (Alemania) a 120 km aproximadamente al norte, así como Stuttgart (Alemania) a 133 km aproximadamente al nordeste de Friburgo.
La extensión de la ciudad en dirección norte sur es de 18,6 km y en dirección este oeste de 20 km. Desde la frontera del distrito hasta la frontera con Francia hay 3 km y hasta la frontera con Suiza 42 km.
El nombre de la calle “Auf der Zinnen” ("en las almenas") recuerda a la antigua muralla de la ciudad. Aproximadamente a unos 200 metros al norte de ésta transcurre el paralelo 48° N. Este lugar se encuentra a ambos lados de la calle Norte-Sur, que en este punto se llama Habsburgerstraße (calle Habsburgo) y en él hay un escrito en adoquines de diferentes colores, de modo que puede distinguirse la latitud.

### Clima
Friburgo se encuentra en una zona con clima cálido y templado húmedo, donde hay grandes diferencias: En la llanura es más cálido y seco mientras que en las zonas de montaña es más bien frío. Debido a su temperatura media de 11,8 °C, la ciudad es considerada como una de las más cálidas de Alemania.
También con un promedio de 2098 horas de sol anuales, Friburgo ocupa un lugar destacado. La precipitación media anual de 819 mm es algo más alta que la media nacional alemana con cerca de 800 mm. La mayor parte de las precipitaciones cae en los meses de verano, de mayo a agosto, con un valor máximo de 95 mm en mayo. En enro, con 43 mm cae la mínima cantidad de precipitación.
| Parámetros climáticos promedio de Friburgo (normales 1991–2020, extremos 1949–presente) | Parámetros climáticos promedio de Friburgo (normales 1991–2020, extremos 1949–presente) | Parámetros climáticos promedio de Friburgo (normales 1991–2020, extremos 1949–presente) | Parámetros climáticos promedio de Friburgo (normales 1991–2020, extremos 1949–presente) | Parámetros climáticos promedio de Friburgo (normales 1991–2020, extremos 1949–presente) | Parámetros climáticos promedio de Friburgo (normales 1991–2020, extremos 1949–presente) | Parámetros climáticos promedio de Friburgo (normales 1991–2020, extremos 1949–presente) | Parámetros climáticos promedio de Friburgo (normales 1991–2020, extremos 1949–presente) | Parámetros climáticos promedio de Friburgo (normales 1991–2020, extremos 1949–presente) | Parámetros climáticos promedio de Friburgo (normales 1991–2020, extremos 1949–presente) | Parámetros climáticos promedio de Friburgo (normales 1991–2020, extremos 1949–presente) | Parámetros climáticos promedio de Friburgo (normales 1991–2020, extremos 1949–presente) | Parámetros climáticos promedio de Friburgo (normales 1991–2020, extremos 1949–presente) | Parámetros climáticos promedio de Friburgo (normales 1991–2020, extremos 1949–presente) |
| Mes                                                                                     | Ene.                                                                                    | Feb.                                                                                    | Mar.                                                                                    | Abr.                                                                                    | May.                                                                                    | Jun.                                                                                    | Jul.                                                                                    | Ago.                                                                                    | Sep.                                                                                    | Oct.                                                                                    | Nov.                                                                                    | Dic.                                                                                    | Anual                                                                                   |
| --------------------------------------------------------------------------------------- | --------------------------------------------------------------------------------------- | --------------------------------------------------------------------------------------- | --------------------------------------------------------------------------------------- | --------------------------------------------------------------------------------------- | --------------------------------------------------------------------------------------- | --------------------------------------------------------------------------------------- | --------------------------------------------------------------------------------------- | --------------------------------------------------------------------------------------- | --------------------------------------------------------------------------------------- | --------------------------------------------------------------------------------------- | --------------------------------------------------------------------------------------- | --------------------------------------------------------------------------------------- | --------------------------------------------------------------------------------------- |
| Temp. máx. abs. (°C)                                                                    | 20.8                                                                                    | 21.9                                                                                    | 25.7                                                                                    | 30.0                                                                                    | 33.7                                                                                    | 36.5                                                                                    | 38.3                                                                                    | 40.2                                                                                    | 33.9                                                                                    | 30.8                                                                                    | 24.2                                                                                    | 21.7                                                                                    | 40.2                                                                                    |
| Temp. máx. media (°C)                                                                   | 5.6                                                                                     | 7.4                                                                                     | 12.1                                                                                    | 16.6                                                                                    | 20.6                                                                                    | 24.3                                                                                    | 26.4                                                                                    | 26.1                                                                                    | 21.3                                                                                    | 15.8                                                                                    | 9.6                                                                                     | 6.4                                                                                     | 16.0                                                                                    |
| Temp. media (°C)                                                                        | 3.1                                                                                     | 4.1                                                                                     | 7.7                                                                                     | 11.3                                                                                    | 15.4                                                                                    | 19.0                                                                                    | 21.0                                                                                    | 20.7                                                                                    | 16.4                                                                                    | 11.9                                                                                    | 6.8                                                                                     | 4.0                                                                                     | 11.8                                                                                    |
| Temp. mín. media (°C)                                                                   | 0.5                                                                                     | 0.7                                                                                     | 3.3                                                                                     | 6.0                                                                                     | 10.2                                                                                    | 13.7                                                                                    | 15.6                                                                                    | 15.3                                                                                    | 11.4                                                                                    | 8.0                                                                                     | 3.9                                                                                     | 1.4                                                                                     | 7.5                                                                                     |
| Temp. mín. abs. (°C)                                                                    | −16.7                                                                                   | −14                                                                                     | −5.7                                                                                    | 0.1                                                                                     | 2.4                                                                                     | 6.9                                                                                     | 8.8                                                                                     | 7.2                                                                                     | 4.7                                                                                     | −1.8                                                                                    | −6.1                                                                                    | −15.5                                                                                   | −16.7                                                                                   |
| Precipitación total (mm)                                                                | 42.8                                                                                    | 45.5                                                                                    | 49.9                                                                                    | 62.3                                                                                    | 95.4                                                                                    | 83.8                                                                                    | 84.5                                                                                    | 75.2                                                                                    | 70.6                                                                                    | 78.7                                                                                    | 68.7                                                                                    | 61.9                                                                                    | 819.4                                                                                   |
| Nevadas (cm)                                                                            | 1                                                                                       | 0.5                                                                                     | 0                                                                                       | 0                                                                                       | 0                                                                                       | 0                                                                                       | 0                                                                                       | 0                                                                                       | 0                                                                                       | 0                                                                                       | 0.3                                                                                     | 0.8                                                                                     | 1.3                                                                                     |
| Días de lluvias (≥ 0.1 mm)                                                              | 14.8                                                                                    | 13.3                                                                                    | 14.2                                                                                    | 13.3                                                                                    | 15.1                                                                                    | 14.2                                                                                    | 13.8                                                                                    | 13.6                                                                                    | 11.8                                                                                    | 14.7                                                                                    | 15.2                                                                                    | 16.2                                                                                    | 170.2                                                                                   |
| Horas de sol                                                                            | 62                                                                                      | 115                                                                                     | 161                                                                                     | 207                                                                                     | 239                                                                                     | 265                                                                                     | 300                                                                                     | 261                                                                                     | 214                                                                                     | 123                                                                                     | 80                                                                                      | 71                                                                                      | 2098                                                                                    |
| Fuente: Weatheronline.de, Meteociel.fr, wetterdienst (horas de sol 2018-2022)           |                                                                                         |                                                                                         |                                                                                         |                                                                                         |                                                                                         |                                                                                         |                                                                                         |                                                                                         |                                                                                         |                                                                                         |                                                                                         |                                                                                         |                                                                                         |

### Barrios
Barrios de Friburgo son: Altstadt, Betzenhausen Brühl, Ebnet, Günterstal, Haslach, Haid, Herdern, Hochdorf, Kappel, Landwasser, Lehen, Littenweiler, Mooswald, Mundenhof, Munzingen, Neuburg, Oberau, Opfingen, Rieselfeld, Sankt Georgen, Stühlinger, Tiengen, Vauban, Waldsee, Waltershofen, Weingarten, Wiehre y Zähringen.

### Municipios vecinos
Las siguientes ciudades y municipios limitan con la ciudad de Friburgo; están nombrados en el sentido de las agujas del reloj, empezando por el norte. Se encuentran todos en el distrito de Brisgovia-Alto Selva Negra excepto Vörstetten, que pertenece al distrito de Emmendingen: Vörstetten, Gundelfingen, Glottertal, Stegen, Kirchzarten, Oberried (Breisgau), Münstertal/Schwarzwald, Bollschweil, Horben, Au (Brisgovia), Merzhausen, Ebringen, Schallstadt, Bad Krozingen, Breisach am Rhein, Merdingen, Gottenheim, Umkirch y March.

## Capital de la ecología

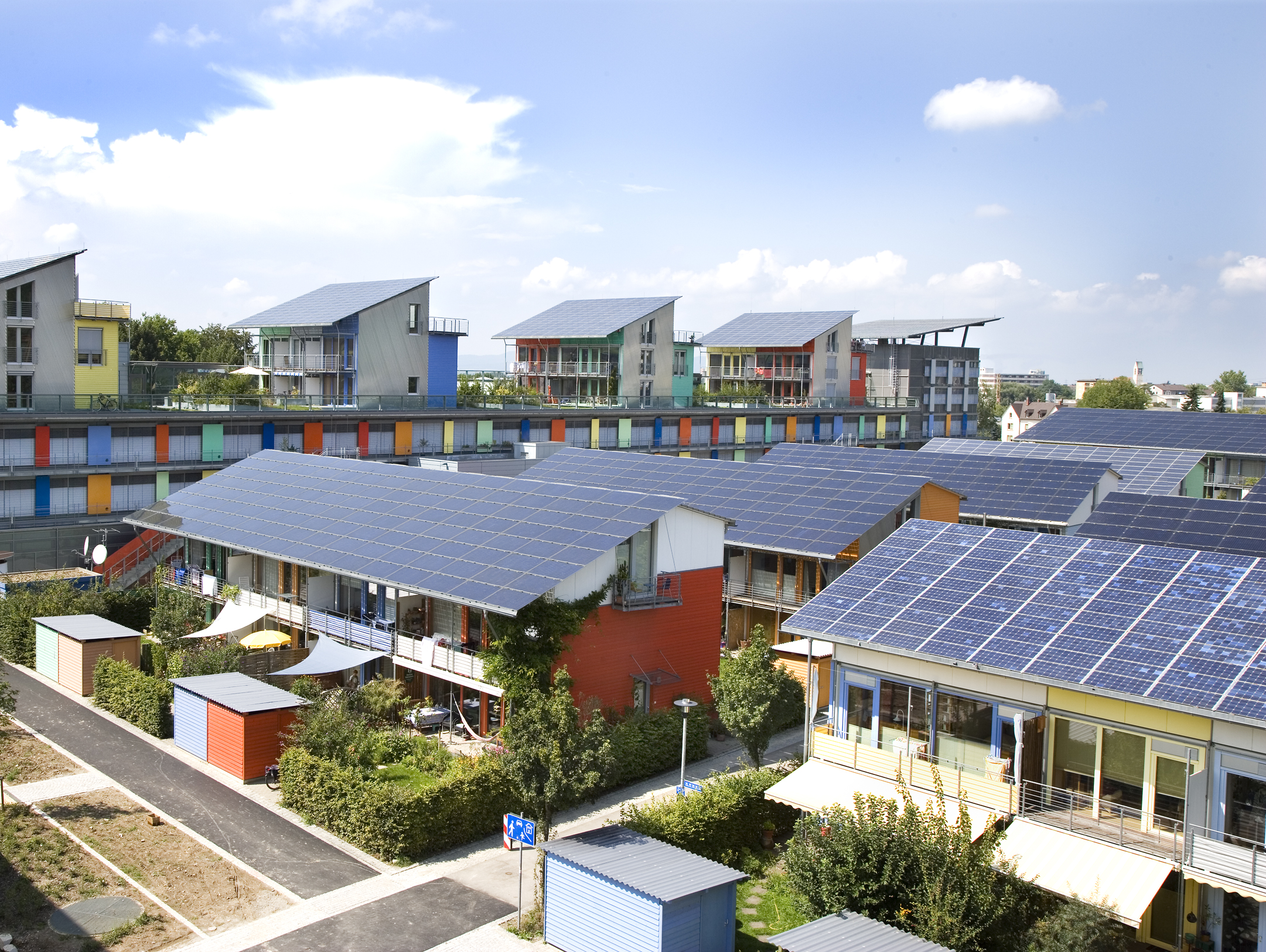
Barrio solar de Vauban, en Friburgo.

Situada a proximidad de la Selva Negra, Suiza y Francia, es la ciudad alemana con más horas de sol. Ello, sumado a una constante política ecológica de los gobiernos federal y regional, hace que Friburgo posea el mayor número de instalaciones medioambientales en la Unión Europea.[cita requerida]
El Instituto para la Ecología tiene aquí su sede, el Consejo Internacional para Iniciativas Medioambientales tiene aquí su secretariado europeo y además Friburgo cuenta con el Instituto Fraunhofer para sistemas de energía solar y es sede de la Sociedad Internacional de Energía Solar (ISES). La ciudad integra un circuito para ciclistas de unos 400 km de longitud, lo que demuestra el predominio de este medio de transporte en Friburgo.
Además, cada año se celebra en el mes de junio Intersolar, la mayor feria de la energía solar. Lo que la coloca a la cabeza en cuanto a energía solar fotovoltaica se refiere.
Su término municipal tiene una superficie total de 15 306 ha, de las cuales 6533 son de bosque.

## Monumentos y lugares de interés

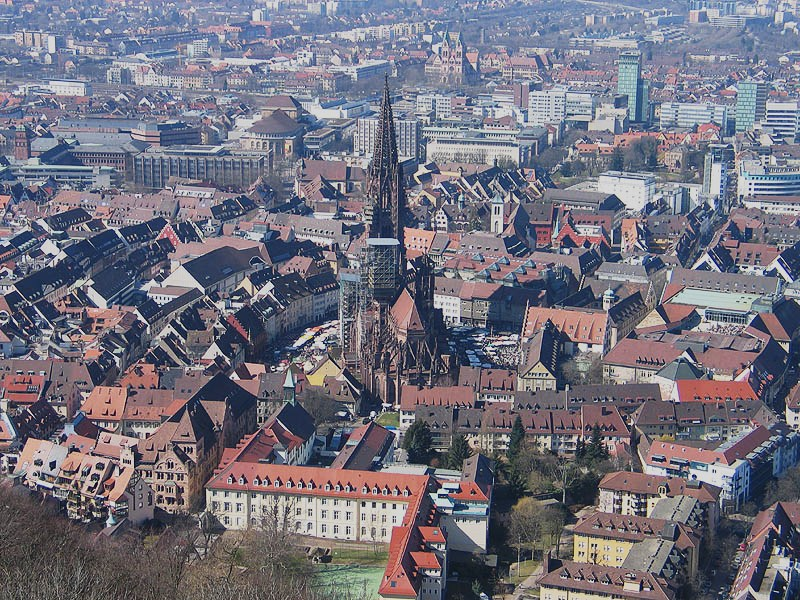
Catedral de Friburgo

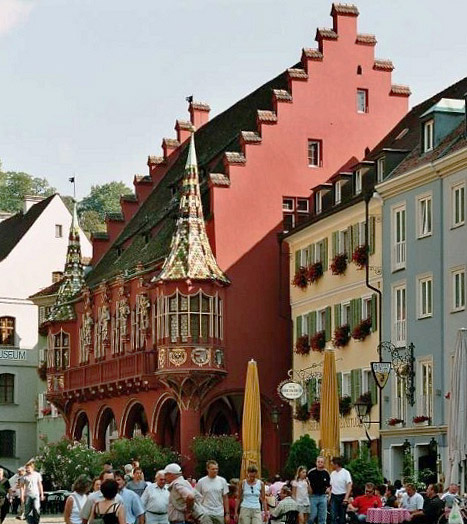
Plaza de la Catedral

- La Catedral de Friburgo fue construida en tres etapasː la primera en 1120, la segunda en 1210 y la tercera en 1230. Es un edificio de estilo gótico, aunque se edificó sobre una antigua iglesia de estilo románico, de la que aún se conservan los brazos del crucero. En el año 1354 se empezó a levantar el nuevo presbiterio, pero hasta el año 1513 no se terminó de construir. El campanario, de planta cuadrada, adquiere forma de una pirámide octogonal que se alza hasta los 116 metros de altura. La catedral conserva los vitrales originales de la Edad Media.

- El Nuevo Ayuntamiento fue construido entre 1896 y 1901 al ser reformado un edificio renacentista, el cual sirvió muchos años como edificio administrativo y claustro de la Universidad fundada en 1457. Posteriormente fue transformado en Policlínica y Facultad de Anatomía. En la torre de la nueva ala central del ayuntamiento suena diariamente un carillón a las 12 del mediodía.

- El Viejo Ayuntamiento fue construido entre los años 1557 y 1559 al unir varios edificios antiguos. Anteriormente, la fachada estaba totalmente pintada. Desde el año 2007 el edificio alberga la oficina de información y turismo. El edificio tiene un llamativo color rojo y un reloj de color dorado.

- Lienhart Müller construyó entre 1520 y 1532 los almacenes de la plaza de la Catedral (Münsterplatz). Bellos escudos y esculturas de Hans Sixt von Staufen ornamentan la fachada principal en honor a la Casa de los Austrias. Los almacenes tienen el mismo color rojo, en la fachada, que el viejo ayuntamiento.

- Friburgo conserva tres de las puertas que tuvo en la muralla. La Puerta de los Suabos, de gran valor defensivo por su situación estratégica junto a un cruce de caminos; la Puerta de Martin, que es la más antigua de las torres de las primeras murallas, construidas a principios del siglo XIII, y la Puerta de Breisach, construida a partir de 1677 en las antiguas murallas barrocas, durante la ocupación francesa.

- Su bien conservado casco antiguo y su actividad cultural la hacen ser muy visitada por turistas. Es de destacar uno de los museos más grandes de la ciudad, el Augustinermuseum, con una gran colección de artes gráficas y artesanía de la comarca.

- Friburgo también es muy visitada por personas interesadas en las energías renovables y en las políticas de desarrollo debido al gran éxito que han alcanzado en la ciudad.

## Cultura y tiempo libre

### Festivales
En el transcurso del año tienen lugar en Friburgo muchos festivales culturales, en invierno por ejemplo el Mundologia-Festival con diferentes conferencias con fotografías sobre los países del mundo, en verano un festival de improvisación teatral al aire libre, desde 1983 el festival internacional Zelt-Musik-Festival donde se presenta en diferentes carpas y escenarios al aire libre un programa variado de música, arte, teatro, cabaret y deporte, el Fest der Innenhöfe con un amplio espectro que va desde la música antigua pasando por la música clásica hasta la música mundial, así como muchos otros espectáculos especiales. Cada dos años en mayo tiene lugar con el freiburger film forum un famoso festival de cine etnográfico.

### Música

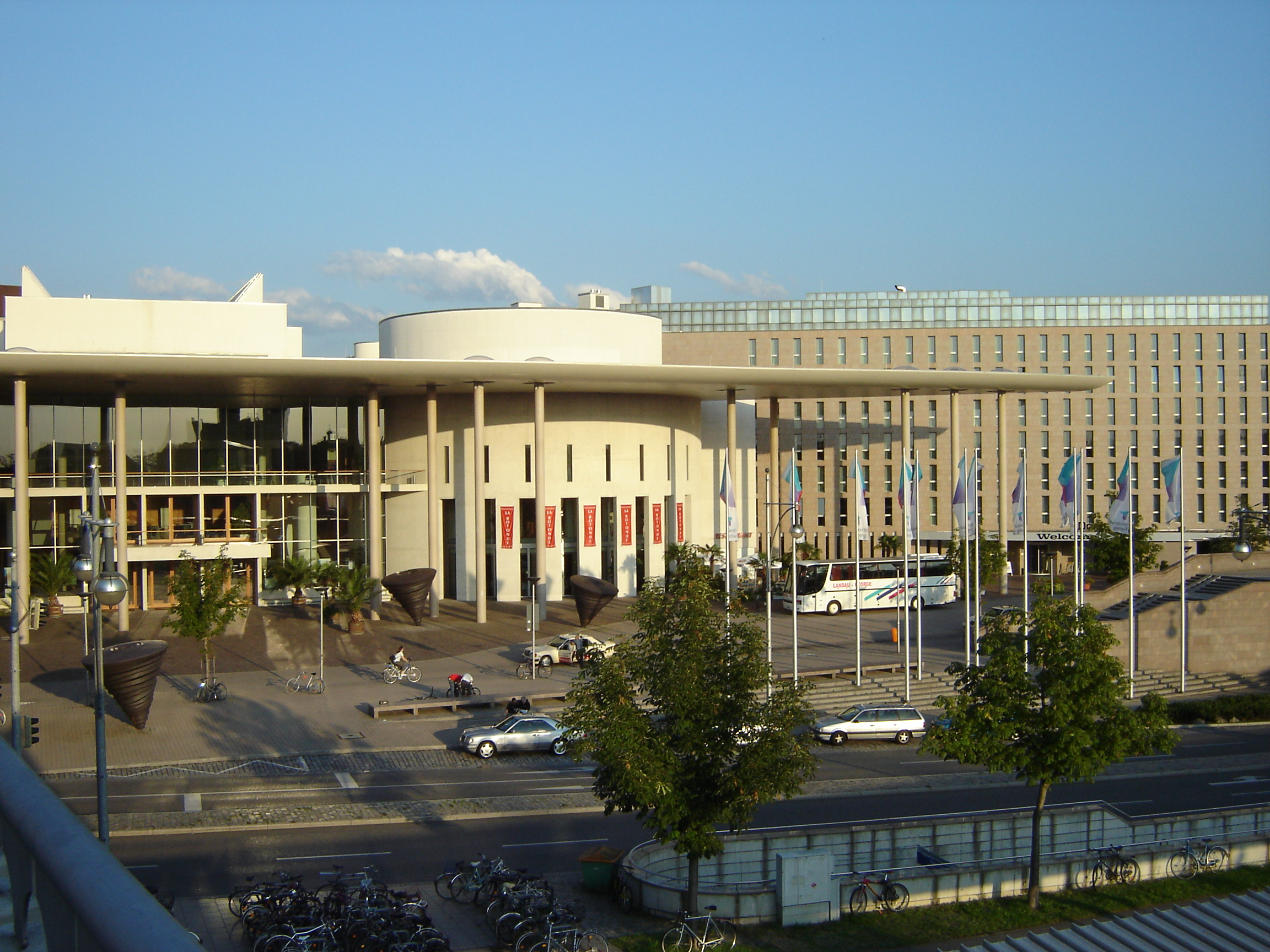
Konzerthaus (Sala de conciertos).

Friburgo tiene un ambiente musical muy activo, lo que se traduce en la existencia de numerosas orquestas y coros, algunos de ellos con renombre internacional. Grandes impulsos han sido – en diferentes direcciones – el conservatorio de música, con estudiantes y alumnos de excelencia de todo el mundo y la escuela de Friburgo de Jazz & Rock. Además está el Experimentalstudio für akustische Kunst e. V. en la estación emisora de la Südwestrundfunk (Radiodifusión del suroeste, traducido al español), que desde su fundación en 1969 ha sido uno de los grandes impulsores de la música moderna.

#### Jazz
- Dieter Ilg es un contrabajista de jazz acústico.
- Cécile Verny Quartet con Bernd Heitzler (bajo), Andreas Erchinger (piano), Torsten Krill (Batería), Cécile Verny (cantante).
- tok tok tok es un grupo de soul con Tokunbo Akinro & Morten Klein.

Además existe un gran número de asociaciones musicales, orquestas de instrumentos de viento, coros amateur y bandas de diferentes estilos musicales de interés más bien local.

### Premio de Cultura
El premio Reinhold-Schneider es el premio a la cultura de la ciudad Friburgo de Brisgovia, que desde 1960 se viene otorgando por lo general cada dos años y por turnos alternando en las siguientes áreas: literatura, música y artes escénicas.

### Entretenimiento
El Europa-Park, localizado en Rust, entre Friburgo de Brisgovia y Estrasburgo, es uno de los parques temáticos más grandes de Europa.

## Política

### Alcaldes
Los alcaldes desde 1806:

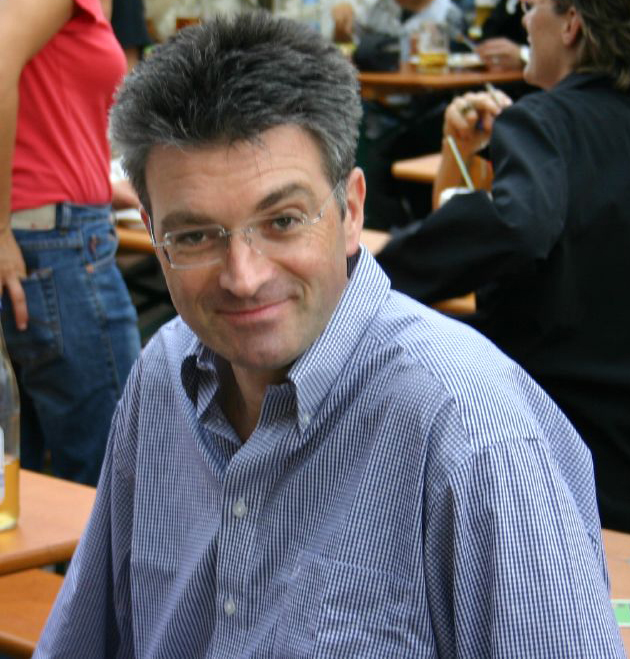
Dieter Salomon, alcalde de Friburgo entre los años 2002-2018.

| - 1806-1824: Johann Josef Adrians - 1826-1827: Fidel André - 1828-1832: Raimund Bannwarth - 1833-1839: Joseph von Rotteck - 1839-1840: Friedrich Wagner - 1848-1849: Joseph von Rotteck - 1850-1852: Johann Baptist Rieder - 1852-1859: Friedrich Wagner - 1859-1871: Eduard Fauler - 1871-1888: Karl Schuster | - 1888-1913: Otto Winterer - 1913-1922: Emil Thoma - 1922-1933: Karl Bender (Zentrum) - 1933-1945: Franz Kerber (NSDAP) - 1945-1946: Max Keller - 1946-1956: Wolfgang Hoffmann (CDU) - 1956-1962: Josef Brandel (CDU) - 1962-1982: Eugen Keidel (SPD) - 1982-2002: Rolf Böhme (SPD) - 2002-2018: Dieter Salomon (Grüne) - desde 2018: Martin Horn (independiente) |

### Concejo municipal
El concejo municipal se compone de 48 miembros electos.
La elección al concjo municipal del 7 de junio de 2009 dio los siguientes resultados:
| Partido / Lista                | Porcentaje | Dif. | Escaños | Dif. |
| ------------------------------ | ---------- | ---- | ------- | ---- |
| Alianza 90/Los Verdes          | 23,9       | -1,9 | 12      | -1   |
| CDU                            | 20,7       | −5,4 | 10      | -3   |
| SPD                            | 17,9       | +0,8 | 9       | +1   |
| FDP                            | 8,1        | +3,1 | 4       | +2   |
| Linke Liste/Solidarische Stadt | 7,8        | +1,5 | 4       | +1   |
| FWV                            | 6,0        | −2,2 | 3       | -1   |
| Kulturliste                    | 4,3        | -0,1 | 2       | –    |
| Grüne Alternative Freiburg *   | 3,9        | +3,9 | 2       | +2   |
| Junges Freiburg                | 3,2        | -0,9 | 1       | -1   |
| Unabhängige Frauen             | 2,5        | -0,5 | 1       | –    |
| FFR                            | 1,8        | +1,8 | 0       | –    |

*se separaron de Los verdes y han formado una nueva agrupación.
La columna “Dif.” muestra el cambio en comparación con la última elección del concejo municipal.

## Deportes
El SC Friburgo es el club de fútbol de la ciudad. Se desempeña en la principal categoría del fútbol nacional, la Bundesliga. Juega sus partidos de local en el Dreisamstadion y a partir de mediados de 2021 en el nuevo Europa-Park Stadion.
El Freiburger FC es el único club que de la ciudad que ha salido campeón de la Liga de Alemania en 1907. Juega en la sexta división del país.

## Ciudades hermanadas
Friburgo tiene algunas ciudades hermanadas alrededor del mundo:
- Besanzón (Francia, desde 1959).
- Innsbruck (Austria, desde 1963).
- Padua (Italia, desde 1967).
- Guildford (Reino Unido, desde 1979).
- Madison (Estados, Unidos desde 1987).
- Matsuyama (Japón, desde 1988).
- Leópolis (Ucrania, desde 1990).
- Granada (España, desde 1991).
- Isfahán (Irán, desde el año 2000).
- Suwon (Corea del Sur, desde 2015).
- Tel Aviv (Israel, desde 2015).
- Wiwilí (Nicaragua, desde 2015).

## Personas de Friburgo

### Ciudadanos de honor
Con el título de ciudadano de honor, la ciudad de Friburgo galardona a personas que han hecho méritos especiales por el aspecto de la ciudad o por el bienestar de los ciudadanos. Los ciudadanos de honor de Friburgo van desde el escultor rococó Johann Christian Wentzinger hasta el antiguo alcalde Rolf Böhme y el mecenas Eugen Martin en la actualidad

### Nacidos en la ciudad
En Friburgo han nacido personajes importantes. Algunos se mudaron tras su nacimiento o más tarde, encontraron su ámbito de actividades en otro lugar y fueron conocidos una vez allí. Son artistas como Johann Christian Wentzinger, Julius Bissier, Koh Gabriel Kameda o Edith Picht-Axenfeld, políticos como Karl von Rotteck, Joseph Wirth, Leo Wohleb o Wolfgang Schäuble, científicos como Carl Christian Mez, Karl Rahner u Otto Heinrich Warburg y actores como Til Schweiger.

### Relacionados con Friburgo
Con Friburgo hay muchas personalidades relacionadas, que o bien han vivido aquí o bien han encontrado aquí su esfera de acción y han sido conocidos. Entre ellos, filósofos como Edmund Husserl y Martin Heidegger, científicos como Walter Eucken y Arnold Bergstraesser, el filósofo y matemático Ernst Zermelo, escritores como Alfred Döblin, Reinhold Schneider y Christoph Meckel, artistas como Hans Baldung Grien, directores de cine como Arnold Fanck, actores como Alexandra Maria Lara, premios nobel como Friedrich August von Hayek, Georges Köhler y Hermann Staudinger, santos como Edith Stein, entrenadores de fútbol como Joachim Löw.